# Entris Holding
Die Entris Holding AG mit Sitz in Gümligen (Gemeinde Muri bei Bern) ist eine Gesellschaft, welche über ihre Tochtergesellschaften Finanzdienstleistungen für kleinere und mittlere Banken in der Schweiz erbringt (Business-to-Business-Geschäft). Ihre Aktionäre sind 35 Schweizer Regionalbanken. Der Holdinggesellschaft obliegt die strategische Führung und Koordination im Gesamtkonzern. Die operativen Tätigkeiten im Entris-Konzern werden durch ihre hundertprozentige Tochtergesellschaft Entris Banking AG ausgeführt. Die Entris Holding AG selbst ist keine Bank im Sinne des Bankengesetzes.

## Entris-Banken
Von den derzeit 59 Schweizer Regionalbanken und Sparkassen, gemäss SNB-Statistik, sind die folgenden 35 der Entris-Gruppe angeschlossen:
| - Bank Avera Genossenschaft, Wetzikon, gegründet 2009 - Bank BSU Genossenschaft, Uster, gegründet 1836 - Bank in Zuzwil AG, Zuzwil SG, gegründet 1904 - Bank Leerau Genossenschaft, Kirchleerau, gegründet 1836 - Bank SLM AG, Münsingen, gegründet 1870 - Bank Zimmerberg AG, Horgen, gegründet 1820 - Bernerland Bank AG, Sumiswald, gegründet 1859/2002 - Burgerliche Ersparniskasse Bern, Genossenschaft, Bern, gegründet 1820 - Caisse d’Epargne de Cossonay société coopérative, Cossonay, gegründet 1833 - Clientis Bank Aareland AG, Küttigen, gegründet 1834 - Clientis Bank im Thal AG, Balsthal, gegründet 1885 - Clientis Bank Oberaargau AG, Huttwil, gegründet 1876 - Clientis Bank Oberuzwil AG, Oberuzwil, gegründet 1874 - Clientis Bank Thur Genossenschaft, Ebnat-Kappel, gegründet 1889 - Clientis Bank Toggenburg AG, Kirchberg SG, gegründet 1911 - Clientis Biene Bank im Rheintal Genossenschaft, Altstätten, gegründet 1879 - Clientis BS Bank Schaffhausen AG, Hallau, gegründet 1998 - Clientis Caisse d’Epargne Courtelary SA, Courtelary, gegründet 1829 - Clientis Entlebucher Bank AG, Schüpfheim, gegründet 1994 - Clientis Spar- und Leihkasse Thayngen AG, Thayngen, gegründet 1895 - Clientis Sparcassa 1816 Genossenschaft, Wädenswil, gegründet 1816 | - Clientis Sparkasse Oftringen Genossenschaft, Oftringen, gegründet 1829 - Clientis Sparkasse Sense, Tafers, gegründet 1863 - Crédit Mutuel de la Vallée SA, Le Chenit, gegründet 1865 - Ersparniskasse Affoltern i. E. AG, Affoltern i. E., gegründet 1873 - Ersparniskasse Schaffhausen AG, Schaffhausen, gegründet 1817 - GRB Glarner Regionalbank Genossenschaft, Schwanden, gegründet 1857 - Leihkasse Stammheim AG, Oberstammheim, gegründet 1863 - Lienhardt & Partner Privatbank Zürich AG, Zürich, gegründet 1868 - Regiobank Männedorf AG, Männedorf, gegründet 1903 - SB Saanen Bank AG, Saanen, gegründet 1874 - Spar+Leihkasse Riggisberg AG, Riggisberg, gegründet 1903 - Sparkasse Schwyz AG, Schwyz, gegründet 1812 - Valiant Bank AG, Bern, gegründet 1997 - Zürcher Landbank AG, Elgg, gegründet 1851 |

### Clientis Banken
Innerhalb der Entris-Gruppe haben sich 2003 mehrere Banken zur Clientis Gruppe zusammengeschlossen. Die 14 Clientis Banken bleiben mit der jeweiligen Rechtsform und den Organen vor Ort selbständig. Über die Clientis AG, dem gemeinsamen Kompetenz- und Dienstleistungszentrum, arbeiten sie in mehreren Bereichen zusammen und nutzen so Synergien:
- gemeinsame Refinanzierung am Kapitalmarkt
- Vertrieb gemeinsamer Produkte
- Bündelung und teilweise Auslagerung von Zahlungsverkehr und Wertschriften-Administration sowie Dienstleistungen unter anderem für IT-Management, Compliance und Marktbearbeitung

## Geschichte
Die meisten Schweizer Regionalbanken haben ihre Wurzeln im 19. Jahrhundert. In der ersten Hälfte des 20. Jahrhunderts organisierten sich diese in verschiedenen regionalen Verbänden. Mit der Gründung des Verbandes Schweizer Regionalbanken 1971 schufen sie sich eine gesamtschweizerische Dachorganisation.
1993 zeigte sich, dass die Bankengruppe mit dieser Organisation allein nicht mehr genügend gerüstet war. Der Verband schlug deshalb seinen Mitgliedern die Schaffung einer neuen zentralen Organisation der Bankengruppe vor. Als Folge davon wurde am 1. September 1994 die RBA-Holding AG (nachmalige Entris Holding AG) gegründet, an der sich 94 Regionalbanken anschlossen. Die neu geschaffene Organisation erbrachte Dienstleistungen für die Aktionärsbanken und vertrat deren Interessen auf dem schweizerischen Finanzplatz. Seit 2017 werden die Dienstleistungen auch anderen interessierten Banken angeboten, während die Interessenvertretung an den am 14. Mai 2018 gegründeten Verband Schweizer Regionalbanken übertragen wurde. Die hälftig von der RBA-Holding und der Berner Kantonalbank gehaltene Entris Operations, welche 2007 gegründet wurde, ist 2013 von Swisscom IT Services übernommen worden. Zuvor hat Swisscom bereits einen Teil von Entris Banking übernommen.